# Gottfried Schmiedel

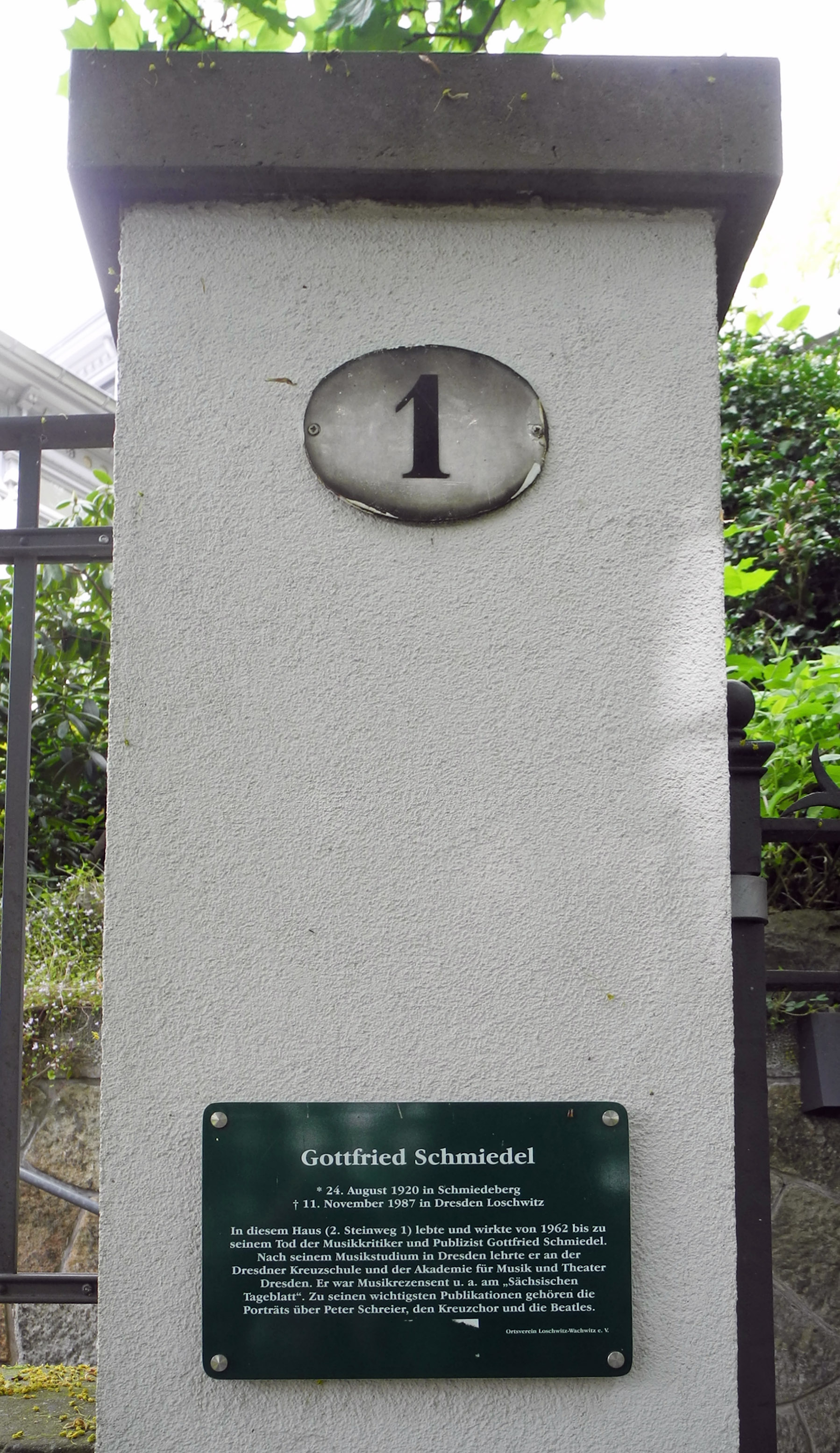
Infotafel am ehemaligen Wohnsitz Villa Ural

Gottfried Schmiedel (* 24. August 1920 in Schmiedeberg; † 11. November 1987 in Dresden) war ein deutscher Musikschriftsteller und Musikkritiker, Konzertmoderator und Buchautor.
Nach einem Musikstudium am Dresdner Musik-Konservatorium und der kriegsbedingten Unterbrechung ließ er sich als Schulmusiker ausbilden. Nach dem Zweiten Weltkrieg war er zunächst als Musiklehrer an der Dresdner Kreuzschule und danach an der „Akademie für Musik und Theater“ (ab 1952 Hochschule für Musik Carl Maria von Weber Dresden) tätig. Ab 1956 wirkte er freischaffend und war Musikkritiker beim Sächsischen Tageblatt. In den 1970er Jahren veröffentlichte er Bücher über den Dresdner Kreuzchor, über Peter Schreier und Benjamin Britten sowie über die Beatles.
Von 1962 bis 1987 wohnte und arbeitete Schmiedel in der Villa Ural in Dresden-Loschwitz. Eine Tafel des Ortsvereins Loschwitz-Wachwitz erinnert am Eingang zur Villa an ihn.
Sein Grab befindet sich auf dem Loschwitzer Friedhof.